# Lynnwood Farnam
 (janvier 2023).
Si vous disposez d'ouvrages ou d'articles de référence ou si vous connaissez des sites web de qualité traitant du thème abordé ici, merci de compléter l'article en donnant les références utiles à sa vérifiabilité et en les liant à la section « Notes et références ».
Lynnwood Walter Farnam, né à Sutton, au Québec, le 13 janvier 1885 et mort à New York le 23 novembre 1930, est un organiste et professeur américain d'origine québécoise.

## Biographie
Lynnwood Farnam naît dans le village de Sutton dans les Cantons de l’Est (Québec) en 1885,. Il commença l’étude du piano à Dunham (près de Sutton), et y toucha son premier orgue à l’église anglicane All Saints. En 1900, Farnam a 15 ans et reçoit la bourse d’études Lord-Strathcona comme pianiste, ce qui lui a permet d’étudier le piano et l’orgue au Royal College of Music de Londres pendant quatre ans,.
De retour à Montréal en 1904, il devient organiste titulaire à l’église méthodiste Saint-James, puis à l’église anglicane Saint-James-the-Apostle entre 1905 et 1908, et finalement à la cathédrale Christ-Church de 1908 à 1913. Parallèlement, il enseigne au Conservatoire de McGill de 1912 à 1913 et commence une carrière de concertiste. Après avoir joué avec succès à Boston en 1913, son répertoire comprenait environ 200 pièces mémorisées, on lui offre le poste d’organiste à l’Emmanuel Church ; il y restera jusqu’en 1918.
En 1918, il est enrôlé dans l’Infanterie canadienne et séjourne en Angleterre. Retourné aux États-Unis en 1919, il accepte un poste à l’église presbytérienne de la Cinquième avenue à New York. En mai 1920, il donna son 500e récital d’orgue. Il occupa ensuite la prestigieuse tribune de la Church of the Holy Communion à New York. 
En 1925, il enregistra une trentaine pièces d’orgue sur rouleaux perforés pour la Welte-Mignon Corporation et pour les orgues pneumatiques Austin.
Sa réputation de professeur le fait inviter à diriger les classes d’orgue au Curtis Institute of Music de Philadelphie en 1927, poste qu’il occupa jusqu’à sa mort à 45 ans, en 1930.
Reconnu comme un virtuose éblouissant et professeur consciencieux, Farnam n’improvisait jamais en public et n’a laissé qu’une seule pièce pour orgue, publiée en 1932, la Toccata on « O Filii et Filiæ ». Reconnu et apprécié internationalement, il reçut à titre posthume la dédicace de Vierne pour sa 6e Symphonie pour orgue en 1931.

## Œuvre
- Toccata en la mineur sur « O filii et filiæ » pour orgue. Publication posthume en 1932.